# Shimanto
Pour les articles homonymes, voir Shimanto (homonymie).
Shimanto (四万十市, Shimanto-shi) est une ville située dans la préfecture de Kōchi, au Japon. 

## Géographie

### Localisation

Localisation de Shimanto dans la préfecture de Kōchi.

Shimanto est située dans le sud-ouest de l'île de Shikoku, au bord de l'océan Pacifique.

### Démographie
Le 1er avril 2017, la ville avait une population de 34 433 habitants, une densité de population de 59,93 hab./km2 et une superficie de 632,50 km2.

### Hydrographie
Shimanto est traversée par le fleuve du même nom. Celui-ci est considéré comme l'un des plus propres et limpides du Japon.

### Climat
Shimanto a un climat subtropical humide avec des étés chauds et humides et des hivers frais. Les niveaux d'humidité sont élevés pendant les mois chauds d'été. La neige est rare et ne se produit qu'une ou deux fois par an. Les précipitations sont importantes tout au long de l'année, mais plus importantes pendant la saison des pluies en juin et juillet, ainsi qu'en septembre, lorsqu'un grand nombre de typhons frappent le Japon.
Le 12 août 2013, la plus importante canicule que le Japon ait connue depuis le début des relevés météorologiques touche Shimanto qui bat le record historique de température du pays avec 41 °C.

## Histoire
La ville a été formée le 10 avril 2005 par la fusion de la ville de Nakamura et du village de Nishitosa, tous deux situés dans le district de Hata.

## Culture locale et patrimoine
Les résidents de la ville parlent un dialecte distinct du japonais que l'on nomme Hata-ben.
La ville abrite l'Iwamotoji (岩本寺), 37e étape du pèlerinage de Shikoku.

## Transports
La ville est desservie par la ligne Yodo de la JR Shikoku, et par les lignes Nakamura et Sukumo de la Tosa Kuroshio Railway.

## Jumelage
Shimanto est jumelée avec Bozhou en Chine.